# Shorewood Park
Der Shorewood Park in Loves Park ist eine öffentliche Parkanlage der Stadt am Ufer des Rock River.

## Der Park
Der Park befindet sich direkt am Flussufer und wird von der Forest Grove Street und der Evelyn Avenue begrenzt. Durch die Lage am Fluss kam es immer wieder zu Überschwemmungen und Zerstörungen. 2024 fand daher eine umfangreiche Sanierung des Parks mit einem Kostenaufwand von 800.000 USD statt.
Im Park befindet sich eine 9-Loch-Anlage für Discgolf.

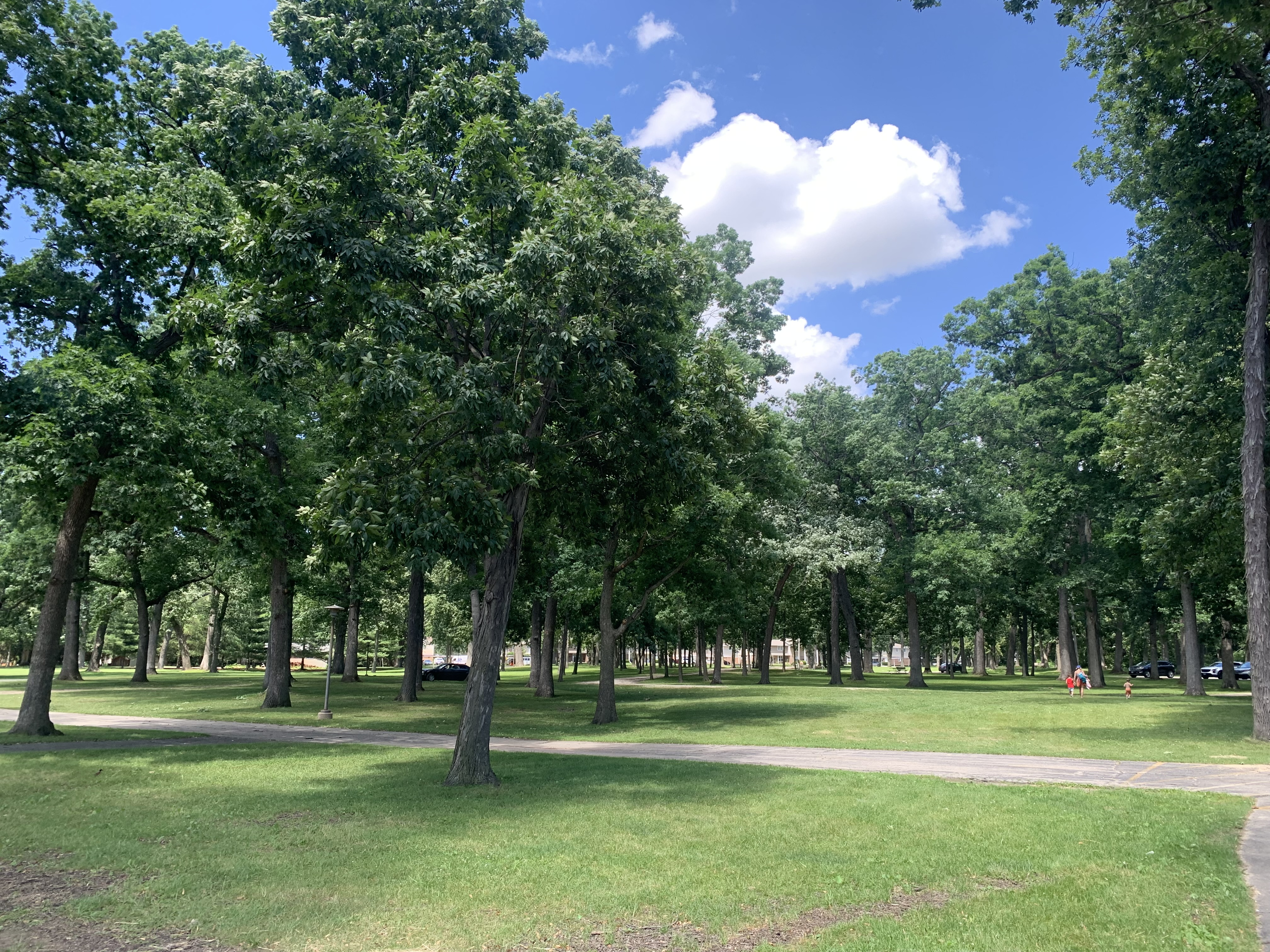
Shorewood Park
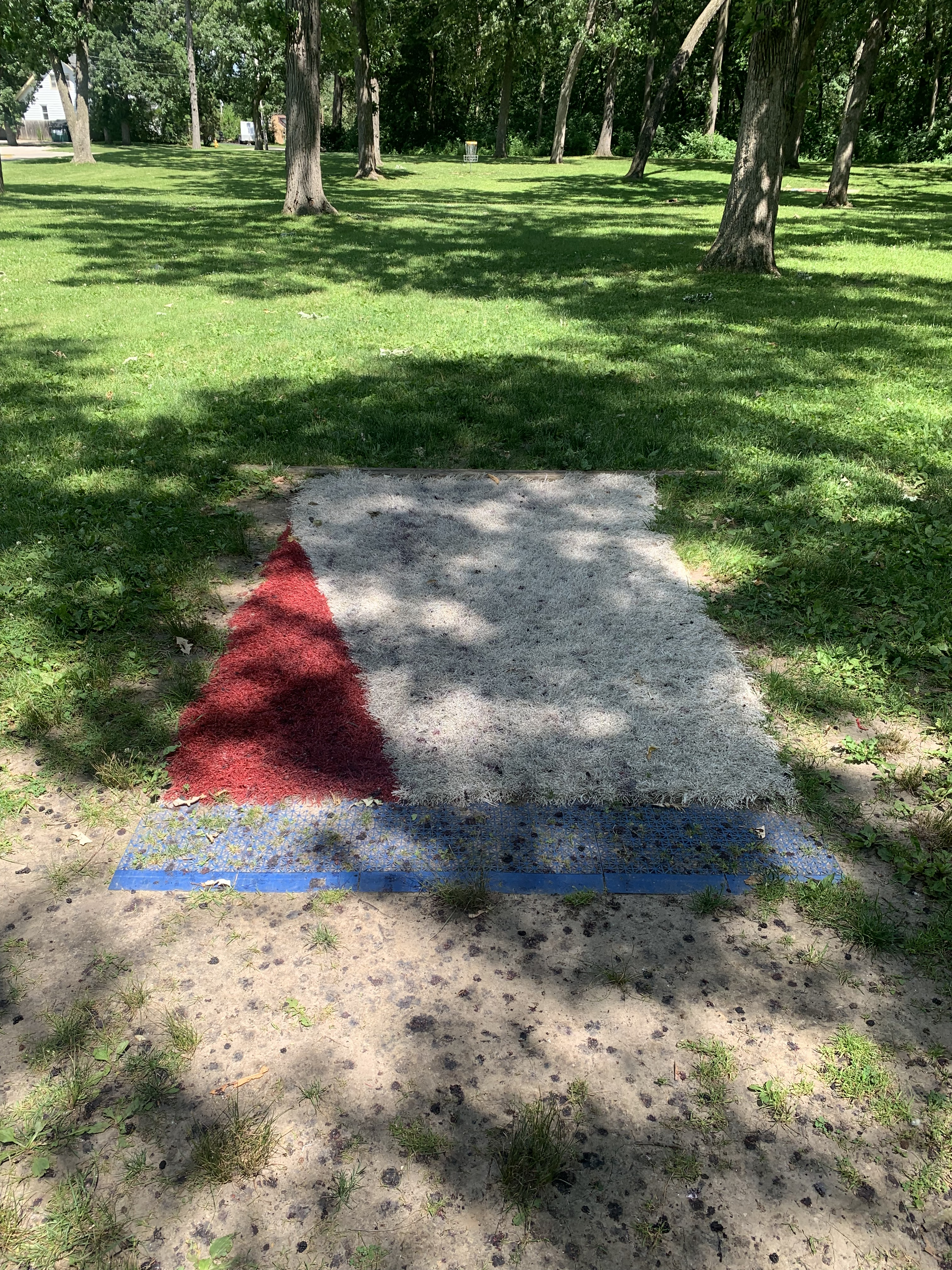
Discgolf, Abschlag
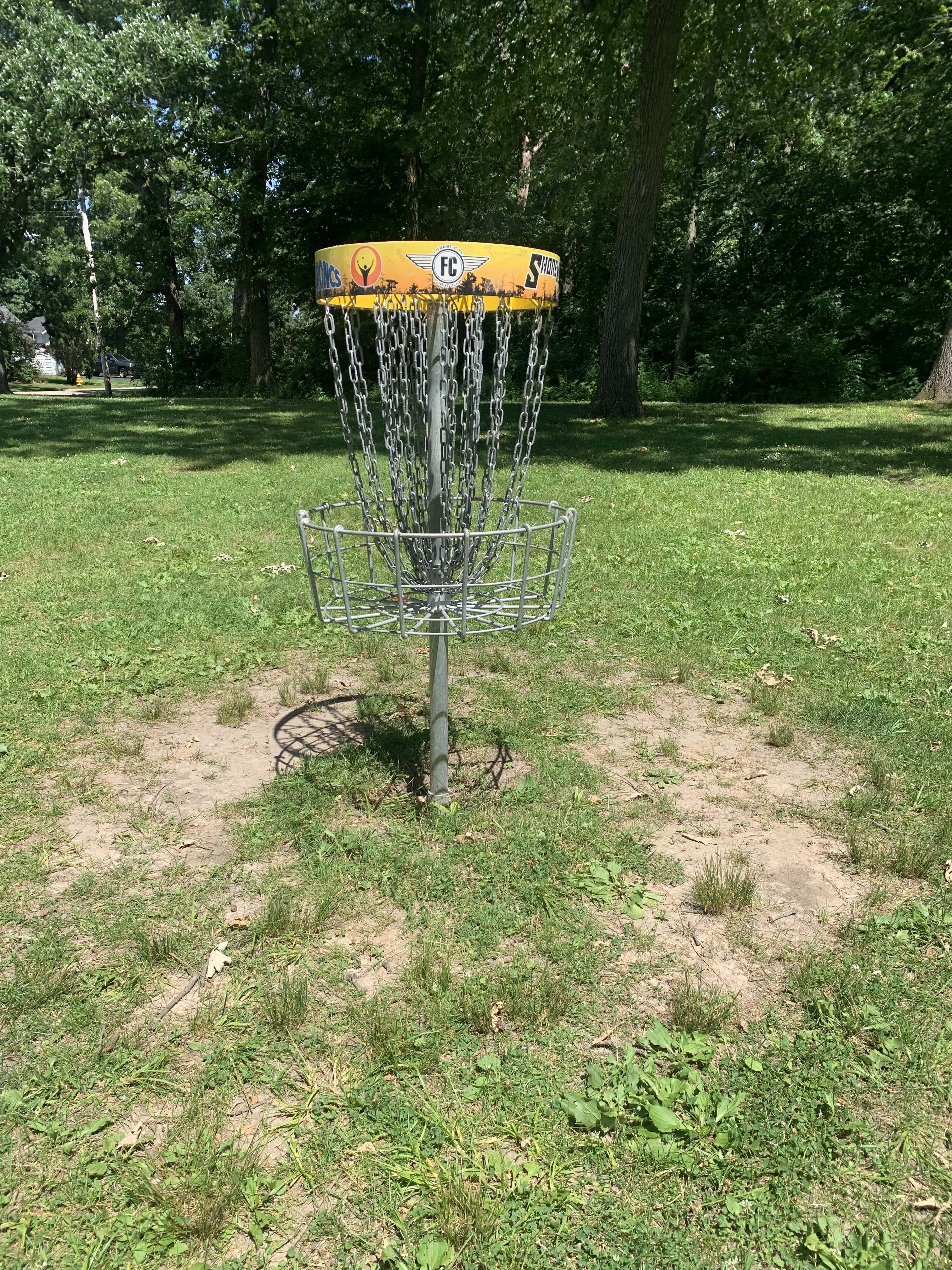
Discgolf, Ziel
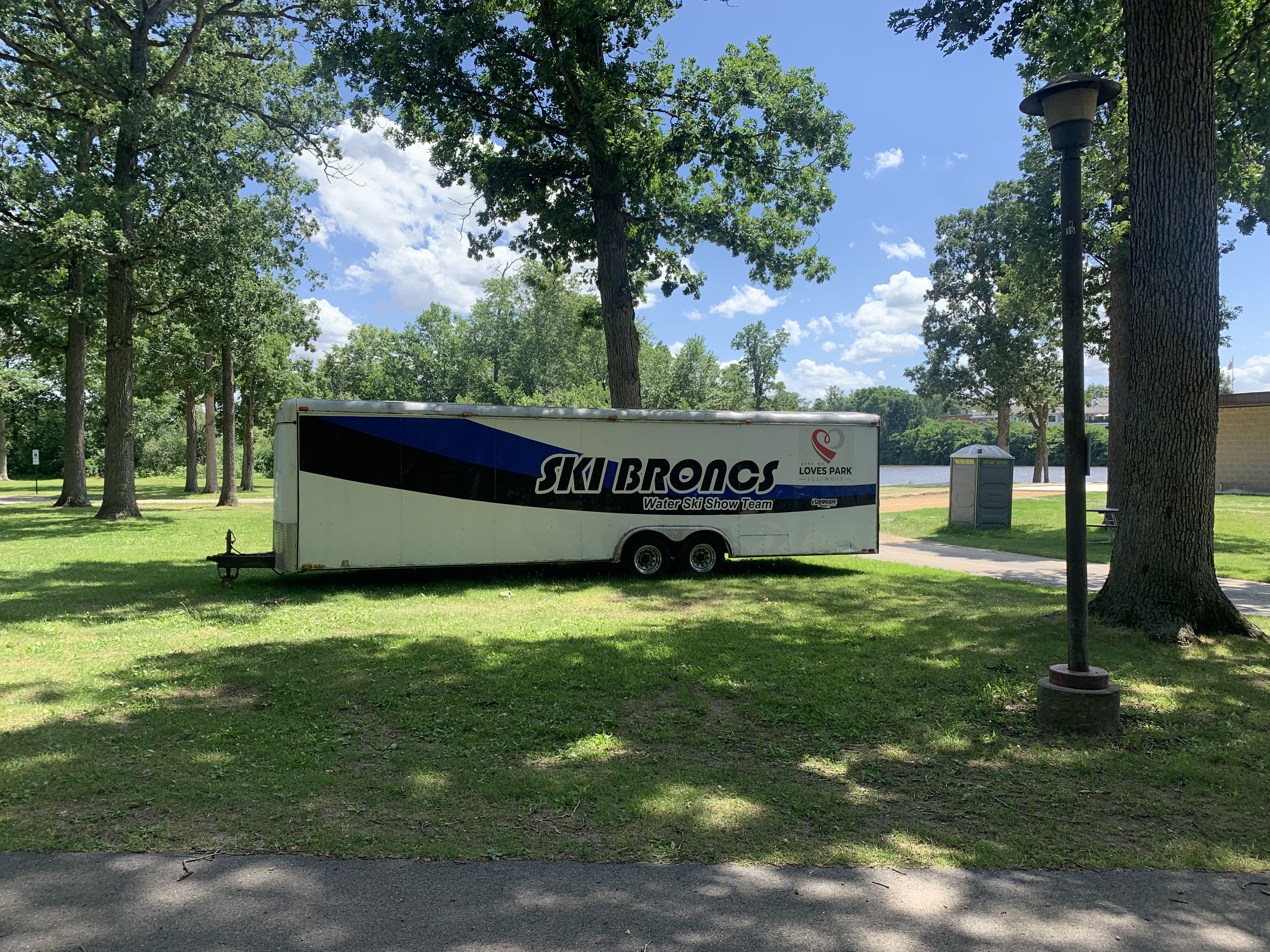
Rockford Ski Broncs-Anhänger

## Wasserski

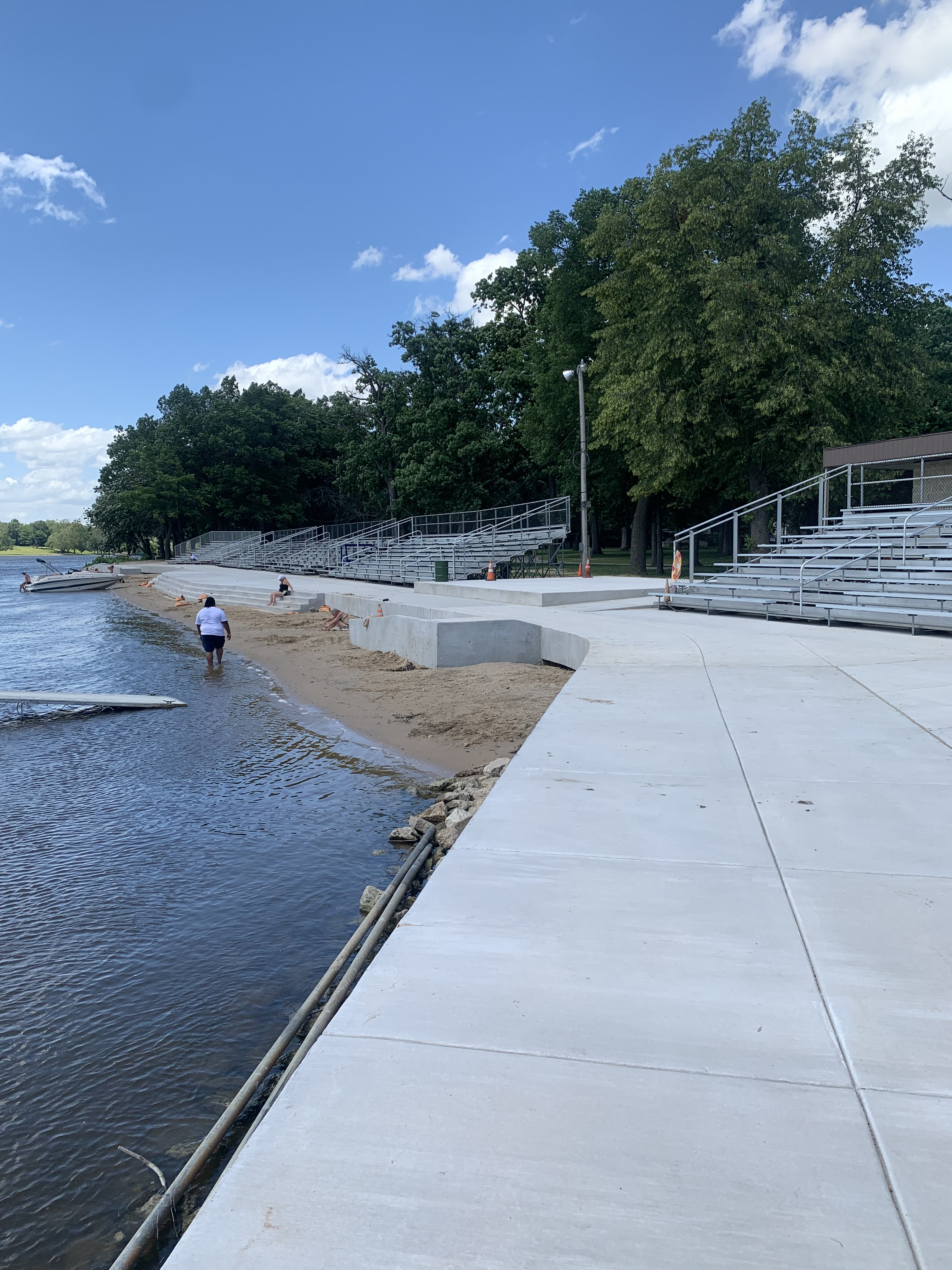
Tribünen am Flussufer im Shorewood Park

Die Rockford Ski Broncs, ein Wasserski-Showverein hat seinen Sitz im Shorewood Park. Öffentliche Vorführungen finden zwei Mal wöchentlich auf dem Rock River statt. Für die Zuschauer bestehen Tribünen im Shorewood Park, von denen aus die Wasserski-Vorführungen auf dem Fluss beobachtet werden können. Der Verein wurde 1967 gegründet.